# Guernsey (rund)

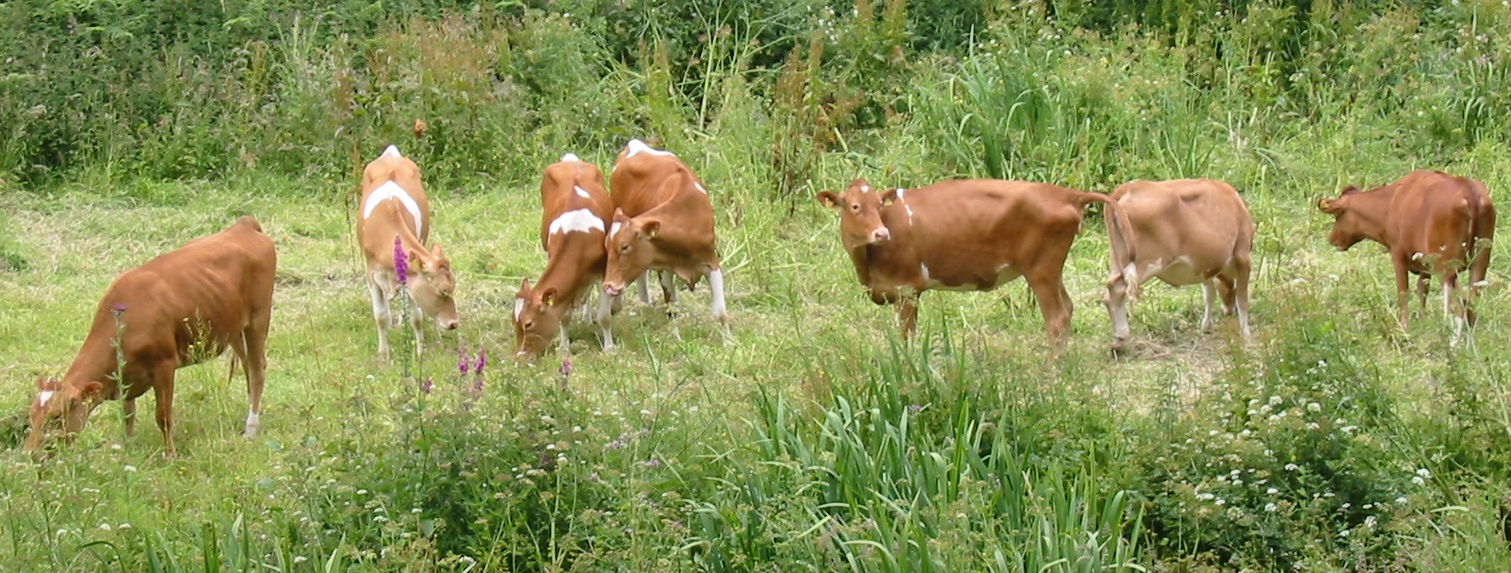
Een kudde Guernsey-vaarzen

De Guernsey is een middelgroot runderras dat van oorsprong van het eiland Guernsey komt. De koeien wegen 450 tot 500 kg en stieren 600 tot 700 kg. Het ras wordt voornamelijk gehouden voor de melk en ze produceren gemiddeld zo’n 6000 liter per jaar. Het ras is winterhard en vrij mak. De meest voorkomende kleuren zijn rood en wit. De melk is rijk aan vet en proteïne en heeft een goudgele kleur vanwege het hoge gehalte aan β-caroteen. De Guernsey is een van de drie runderrassen afkomstig van de Kanaaleilanden, de andere zijn de inmiddels uitgestorven Alderney en de populaire Jersey. 